# Liste des localités du Groenland

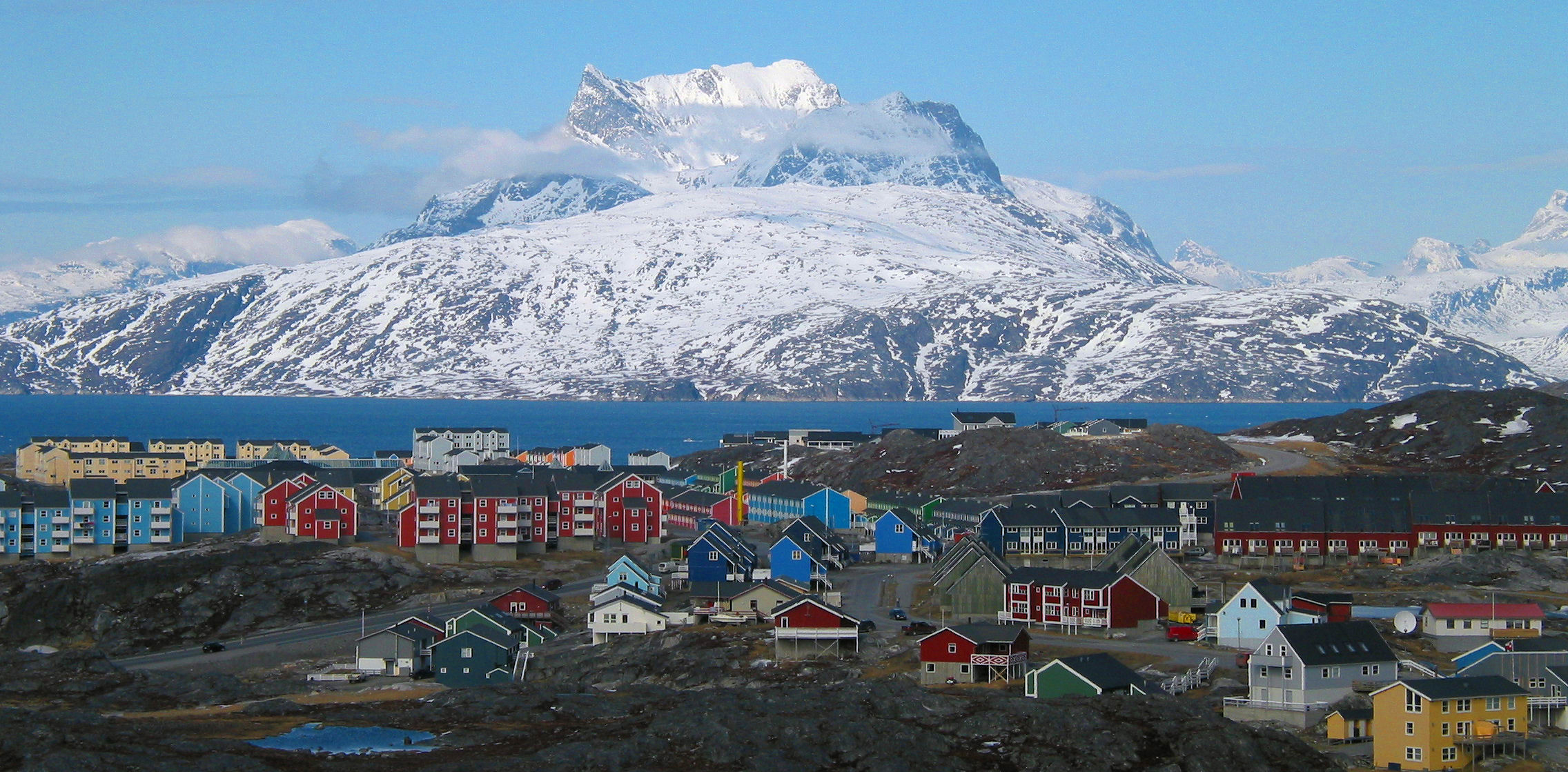
Nuuk (Godthåb), prise avec la montagne Sermitsiaq en arrière-plan.

La liste des localités du Groenland a pour but de recenser toutes les villes et tous les villages du Groenland par démographie, selon les statistiques de 2013. Le terme de « localité » est utilisé pour décrire les zones urbaines groenlandaises, la ville la plus dense étant Nuuk, la capitale, avec 16 454 habitants. 

## Communes et population
En janvier 2023, le pays recense 56 609 habitants répartis sur 74 villes, villages et lieudits, dépendant de 5 communes, ainsi que deux zones non incorporées (Parc national du Nord-Est et enclave de la base spatiale américaine de Pituffik). 
Les communes sont :  Sermersooq, Qeqqata, Avannaata, Kujalleq et Qeqertalik. 

## Villes de plus de 1 000 habitants
Il existe 13 villes groenlandaises recensant plus de 1 000 habitants, :
| Rang | Population | Nom           | Ancien nom    | Municipalité |
| ---- | ---------- | ------------- | ------------- | ------------ |
| 1    | 19 604     | Nuuk          | Godthåb       | Sermersooq   |
| 2    | 5 436      | Sisimiut      | Holstensborg  | Qeqqata      |
| 3    | 4 848      | Ilulissat     | Jacobshavn    | Avannaata    |
| 4    | 3 005      | Qaqortoq      | Julianehåb    | Kujalleq     |
| 5    | 2 903      | Aasiaat       | Egedesminde   | Avannaata    |
| 6    | 2 519      | Maniitsoq     | Sukkertoppen  | Qeqqata      |
| 7    | 1 904      | Tasiilaq      | Oscarshavn    | Sermersooq   |
| 8    | 1 407      | Uummannaq     |               | Avannaata    |
| 9    | 1 312      | Narsaq        | Nordprøven    | Kujalleq     |
| 10   | 1 173      | Paamiut       | Frederikshåb  | Sermersooq   |
| 11   | 1 119      | Nanortalik    | Bjørnsted     | Kujalleq     |
| 12   | 1 090      | Upernavik     | —             | Avannaata    |
| 13   | 1 037      | Qasigiannguit | Christianshåb | Avannaata    |

## Localités entre 200 et 1 000 habitants
Il existe 14 localités groenlandaises recensant entre 200 et 1 000 habitants, :
| Rang | Population | Nom                | Ancien nom        | Municipalité |
| ---- | ---------- | ------------------ | ----------------- | ------------ |
| 14   | 845        | Qeqertarsuaq       | Godhavn           | Avannaata    |
| 15   | 629        | Qaanaaq            | Thule             | Avannaata    |
| 16   | 507        | Kangaatsiaq        |                   | Avannaata    |
| 17   | 491        | Kangerlussuaq      | Søndre Strømfjord | Qeqqata      |
| 18   | 444        | Kullorsuaq         | —                 | Avannaata    |
| 19   | 352        | Illoqqortoormiut   | Scoresbysund      | Sermersooq   |
| 20   | 291        | Kangaamiut         | Gl. Sukkertoppen  | Qeqqata      |
| 21   | 259        | Saattut            | —                 | Avannaata    |
| 22   | 250        | Kuummiut           | —                 | Sermersooq   |
| 23   | 249        | Tasiusaq           | —                 | Avannaata    |
| 24   | 233        | Niaqornaarsuk      | —                 | Avannaata    |
| 25   | 229        | Ikerasak           | —                 | Avannaata    |
| 26   | 226        | Kulusuk            | Kap Dan           | Sermersooq   |
| 27   | 201        | Upernavik Kujalleq | —                 | Avannaata    |

## Localités entre 100 et 200 habitants
Il existe 15 localités groenlandaises recensant entre 100 et 200 habitants:
| Rang | Population | Nom               | Ancien nom  | Municipalité |
| ---- | ---------- | ----------------- | ----------- | ------------ |
| 28   | 196        | Attu              | —           | Qeqertalik   |
| 29   | 192        | Atammik           | —           | Qeqqata      |
| 30   | 189        | Sermiligaaq       | —           | Sermersooq   |
| 31   | 181        | Nuussuaq          | Kraulshavn  | Avannaata    |
| 32   | 177        | Qeqertarsuatsiaat | Fiskernæs   | Sermersooq   |
| 33   | 171        | Innaarsuit        | —           | Avannaata    |
| 34   | 164        | Alluitsup Paa     | Sydprøven   | Kujalleq     |
| 35   | 161        | Qaarsut           |             | Avannaata    |
| 36   | 160        | Saqqaq            | Solsiden    | Avannaata    |
| 37   | 149        | Aappilattoq       | —           | Avannaata    |
| 38   | 144        | Ukkusissat        | —           | Avannaata    |
| 39   | 141        | Kangersuatsiaq    | Prøven      | Avannaata    |
| 40   | 139        | Narsarsuaq        | Blomsterdal | Kujalleq     |
| 41   | 112        | Qeqertaq          | Øen         | Avannaata    |
| 42   | 101        | Sarfannguit       | —           | Qeqqata      |

## Localités avec moins de 100 habitants
Il existe 12 localités groenlandaises (en comptant la base américaine), recensant moins de 100 habitants en 2013. Illorsuit (67 habitants en janvier 2017) et Nuugaatsiaq (102 habitants en janvier 2017) ont subi un violent tsunami le 17 juin 2017 et sont désormais des villages abandonnés :
| Rang | Population | Nom                       | Ancien nom             | Municipalité    |
| ---- | ---------- | ------------------------- | ---------------------- | --------------- |
| 43   | 94         | Ikerasaarsuk              | —                      | Qeqertalik      |
| 44   | 93         | Aappilattoq               | —                      | Kujalleq        |
| 44   | 93         | Tiniteqilaaq              | —                      | Sermersooq      |
| 46   | 91         | Itilleq                   | —                      | Qeqqata         |
| 47   | 79         | Eqalugaarsuit             | —                      | Kujalleq        |
| 48   | 76         | Ikamiut                   | —                      | Qeqertalik      |
| 49   | 72         | Arsuk                     | —                      | Sermersooq      |
| 50   | 70         | Napasoq                   | —                      | Qeqqata         |
| 51   | 61         | Akunnaaq                  | —                      | Qeqertalik      |
| 52   | 51         | Base spatiale de Pituffik | Base aérienne de Thulé | Enclave des USA |
| 53   | 0          | Illorsuit                 | —                      | Avannaata       |
| 53   | 0          | Nuugaatsiaq               | —                      | Avannaata       |